# Gilberto Abramo
Gilberto Aparecido Abramo (Porto Ferreira, 6 de agosto de 1966) é um teólogo, político brasileiro com base eleitoral no estado de Minas Gerais, filiado ao Republicanos. Atualmente exerce o cargo de deputado federal por Minas Gerais, desde 2019.
Formado em Ciências Sociais, Abramo possui pós-graduação em Gestão Financeira e Orçamentária em Organizações Públicas. Sua trajetória política iniciou-se na Assembleia Legislativa de Minas Gerais  onde foi deputado estadual por quatro mandatos consecutivos entre 2003 e 2019. 

## Atuação
Desde o início, ocupou cargos de destaque, como a vice-presidência da Comissão de Constituição e Justiça (2007–2008). Foi vice-líder do bloco parlamentar Minas Sem Censura, membro efetivo da Comissão de Redação.  
Em 2018, elegeu-se deputado federal por Minas Gerais, sendo reeleito em 2022 para o mandato de 2023 a 2027.  

### Projetos
Na condição de deputado estadual, destacou-se pela autoria de leis voltadas à melhoria da qualidade de vida, como a regulamentação da Semana de Conscientização sobre a Doença de Alzheimer nas escolas estaduais e e a implementação de medidas para restringir o consumo de tabaco em ambientes fechados.
Também é autor de diversos projetos de lei voltados à inclusão, à segurança pública, à saúde e à atualização do ordenamento jurídico frente às novas tecnologias. Entre os destaques estão:

### Viação e Transportes
Em 2024, assumiu a presidência da Comissão de Viação e Transportes da Câmara dos Deputados, sendo prestigiado por diversos setores. Durante sua gestão, a comissão intensificou os debates sobre a modernização da infraestrutura nacional, promovendo eventos relevantes e fortalecendo o diálogo com especialistas, autoridades e representantes do setor logístico.
Entre os destaques, estão o Seminário Brasileiro do Transporte Rodoviário de Cargas e o 1º Seminário Internacional Portuário. 

### Líder do Republicanos na Câmara
Em 2025, foi eleito líder do Republicanos na Câmara dos Deputados , consolidando-se como uma das principais lideranças políticas do partido no Congresso Nacional. Sua atuação legislativa é reconhecida pelo empenho na defesa de políticas públicas eficazes, fortalecimento da infraestrutura nacional e compromisso com a eficiência legislativa.

### Brasil-Israel
Gilberto Abramo também preside o Grupo Parlamentar Brasil–Israel na Câmara dos Deputados, promovendo ações de cooperação bilateral nos campos econômico, tecnológico e cultural, fortalecendo relações diplomáticas e o intercâmbio entre parlamentares dos dois países.

## Prêmios e Honrarias
- Em 15 de novembro de 2024, recebeu o título de Doutor Honoris Causa (Orbis Terrarum Doctoratus), concedido pelo Claustro Doctoral Internacional "Leaders of the Universal Knowledge Industry", vinculado à International Leaders Business Professional Academy (ILBPA), em reconhecimento por sua destacada contribuição como legislador nas áreas de economia, gestão financeira e orçamentária no setor público.
- Recebeu a Medalha Mérito Diplomático da Associação Internacional dos Embaixadores da Paz no Brasil (AIEB), honraria conferida a personalidades que se destacam nas áreas cultural, educacional e em ações voltadas ao bem-estar social.
- Foi agraciado com o título de Grão Mestre da Ordem do Rio Branco, em 26 de novembro de 2021.

1. ↑  «DIÁRIO OFICIAL DA UNIÃO - Seção 1 | Nº 222, sexta-feira, 26 de novembro de 2021». Imprensa Nacional. 26 de novembro de 2021. p. 21. Consultado em 9 de fevereiro de 2024
2. ↑  Assembléia Legislativa do Estado de Minas Gerais - http://www.almg.gov.br.
3. ↑  Gerais, Assembleia Legislativa de Minas. «Projetos de lei - Assembleia Legislativa de Minas Gerais». Portal da Assembleia Legislativa de Minas Gerais. Consultado em 14 de abril de 2025